# Konjugation (Pantoffeltierchen)

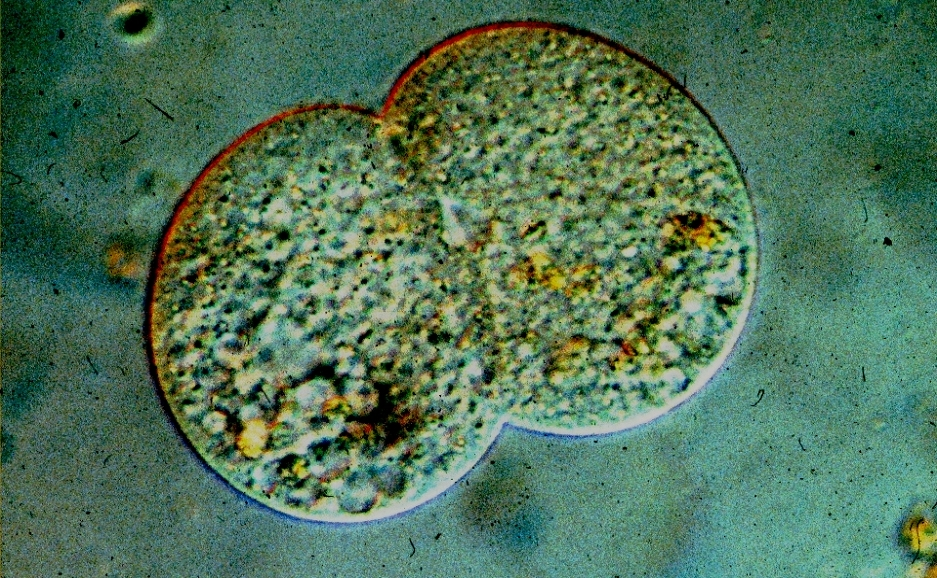
Konjugation beim Ciliaten Colpoda cucullus (Heutierchen)

Als Konjugation bezeichnet man einen gelegentlich bei Pantoffeltierchen (Paramecien), aber auch bei anderen Wimpertierchen (Ciliaten) beobachteten geschlechtlichen Vorgang, bei dem sich zwei der Einzeller mit ihren Längsseiten aneinanderlegen, um gegenseitig ihre Erbinformationen auszutauschen.
Bei beiden Paramecien teilen sich zunächst die Kleinkerne (Mikronuclei) zweimal nacheinander, also meiotisch, so dass in jeder Zelle vier haploide Kleinkerne liegen. Parallel dazu zerfällt jeweils der Großkern (Makronucleus) nach und nach. Von den vier in jeder Zelle entstandenen Kleinkernen werden drei wieder aufgelöst und der vierte teilt sich erneut. Dabei begibt sich der eine Teil des sich hantelförmig teilenden Kerns quasi auf Wanderschaft in die benachbarte Zelle, wo er mit dem nicht hinübergewanderten Teilungsprodukt des dortigen Kerns verschmilzt. Nach dem Austausch des Kernmaterials trennen sich die beiden aneinanderliegenden Individuen wieder. Zu einer Zellvermehrung kommt es also nicht. Der nun wieder in jedem Paramecium diploid gewordene Kern teilt sich abschließend in einen neuen Kleinkern und einen neuen Großkern, der polyploid wird.

Ausgangslage
Vereinigung der Pantoffeltierchen über eine Plasmabrücke, Auflösung der Wimpern
Spaltung des Kleinkerns
Spaltung der Kleinkerne
Auflösung zweier Kleinkerne
Austausch eines Kleinkernes
Vereinigung der Kleinkerne
Auflösung des Grosskernes
Aus dem Kleinkern neu gebildeter Grosskern